# Lates
Lates — рід окунеподібних риби родини Latidae.

## Поширення
Ці риби мешкають у прісних і морських водах Африки, Азії, Індійського океану і західної частини Тихого океану. Кілька видів є ендеміками озер Східно-Африканської рифтової долини.

## Види
До роду відносять 11 сучасних видів:
- Lates angustifrons Boulenger, 1906
- Lates calcarifer (Bloch, 1790)
- Lates japonicus Katayama & Y. Taki, 1984
- Lates lakdiva Pethiyagoda & A. C. Gill, 2012
- Lates longispinis Worthington, 1932
- Lates macrophthalmus Worthington, 1929
- Lates mariae Steindachner, 1909
- Lates microlepis Boulenger, 1898
- Lates niloticus (Linnaeus, 1758)
- Lates stappersii (Boulenger, 1914)
- Lates uwisara Pethiyagoda & A. C. Gill, 2012

### Викопні види
Вимерлі види цього роду відомі починаючи з еоцену (приблизно з 37,2 млн років тому). Скам'янілості були знайдені в Африці (Лівія, Єгипет, Кенія, Туніс, Чад, Уганда, Демократична Республіка Конго, Нігер і Судан), в Саудівській Аравії і в Словаччині.
- Lates gibbus  Agassiz 1833
- Lates gracilis  Agassiz 1833
- Lates macrurus  Agassiz 1833
- Lates noteus  Agassiz 1833
- Lates qatraniensis  Murray and Attia 2004